# Dynasty Warriors: Strikeforce
Dynasty Warriors: Strikeforce, in Giappone Shin: Sangoku musō Multi Raid (真・三國無双 MULTI RAID?), è un videogioco per PlayStation Portable, ed è basato sul videogioco Dynasty Warriors 6. È stato pubblicato nella primavera 2009 in America del nord ed Europa. Una versione per console del titolo è stata resa disponibile per PlayStation 3 e Xbox 360 in Giappone il 1º ottobre 2009, ed il 16 febbraio 2010 negli Stati Uniti.